# Mexcaltitla
Mexcaltitla är en ort i Mexiko.   Den ligger i kommunen Astacinga och delstaten Veracruz, i den sydöstra delen av landet, 240 km öster om huvudstaden Mexico City. Mexcaltitla ligger 1 929 meter över havet och antalet invånare är 178.
Terrängen runt Mexcaltitla är huvudsakligen lite bergig. Mexcaltitla ligger nere i en dal. Runt Mexcaltitla är det ganska tätbefolkat, med 93 invånare per kvadratkilometer. Närmaste större samhälle är Zongolica, 15,6 km nordost om Mexcaltitla. Omgivningarna runt Mexcaltitla är en mosaik av jordbruksmark och naturlig växtlighet.